# 3e Bardor Tulkou Rinpoché
Le 3e Bardor Tulkou Rinpoché  (tibétain : འབར་རྡོར་སྤྲུལ་སྐུ།, Wylie : bar rdor sprul sku ; 1er mai 1949  dans le Kham - 1er avril 2021 à Bearsville, New York) est un enseignant de l'école kagyu du bouddhisme tibétain, titulaire de la lignée religieuse de Terchen Barway Dorjé. Bardor Tulkou Rinpoché est le fondateur d'un centre bouddhiste tibétain, Kunzang Palchen Ling, et de la Fondation Raktrul, à Red Hook, New York .

## Biographie
Né en 1949 dans le Kham, au Tibet oriental, le 3e Bardor Tulkou Rinpoché est, selon la tradition bouddhiste tibétaine, une renaissance du maître Terchen Barway Dorje (1836-1920),,,.
Après l'échec du soulèvement tibétain de 1959, Bardor Tulkou et sa famille quittent le Tibet pour l'Inde. Le voyage à pied à travers l'Himalaya puis le climat tropical de l'Assam entraîna la mort de la famille de Bardor Tulkou. Bardor Tulkou s'est ensuite rendu à Darjeeling où le 16e karmapa l'a trouvé et s'est arrangé pour qu'il soit emmené au monastère de Rumtek au Sikkim.
Le 3e Bardor Tulkou Rinpoché est mentionné parmi les lamas éminents de la tradition Kagyu du bouddhisme tibétain,,. Il a suivi sa formation de tulkou (lama réincarné) sous la tutelle du 16e karmapa au monastère de Rumtek. Il est resté proche du karmapa tout au long de sa vie, lui servant de serviteur et voyageant avec lui à l'étranger. À sa demande, il est resté aux États-Unis pour aider Khenpo Karthar Rinpoché et M. Tenzin Chonyi à établir le siège du karmapa en Amérique du Nord, Karma Triyana Dharmachakra,. Bardor Tulkou a commencé à enseigner en Occident dans les années 1980. Il a enseigné à KTD et ses filiales, dans d'autres centres bouddhistes aux États-Unis et à l'étranger, ainsi donné des conférences dans des universités et d'autres lieux. Certains de ses enseignements ont été publiés sous forme de livres et de DVD.
En 2000, Bardor Tulkou Rinpoché a créé la Fondation Raktrul et en 2003 un centre bouddhiste tibétain, Kunzang Palchen Ling (KPL), à Red Hook, New York. Une cérémonie d'inauguration symbolique du nouveau bâtiment du KPL a eu lieu en 2006.
À l'automne 2008, Bardor Tulkou Rinpoché a démissionné de ses responsabilités chez KTD et se concentrait entièrement sur les activités de KPL. En février 2012, la vision de Bardor Tulkou Rinpoché pour le nouveau centre est devenue réalité lorsque KPL a reçu le certificat d'occupation pour le premier étage de son nouveau bâtiment.
KPL est un centre bouddhiste qui propose des enseignements issus de la tradition bouddhiste tibétaine riche et diversifiée. L'un des traits significatifs de l'activité de KPL est l'accès et la préservation du trésor (terma) des enseignements de Terchen Barway Dorje et des enseignements de la lignée Barom Kagyu . En plus de superviser les traductions des trésors d'enseignements de Terchen Barway Dorje en anglais, Bardor Tulkou Rinpoché lui-même a composé des liturgies et des chants (dohas). Bardor Tulkou a également guidé les activités des centres Kunzang Chöling affiliés aux groupes d'étude KPL et Palchen aux États-Unis .
Bardor Tulkou Rinpoché a voyagé et enseigné à travers les États-Unis. Son programme d'enseignement peut être consulté sur le site web de KPL.

## Publications
- Practice of Green Tara, 1999, Rinchen Publications.
- Tashi Prayer, 2000, Rinchen Publications.
- Living in Compassion, 2004, Rinchen Publications.
- Rest for the Fortunate: The Extraordinary Practice of Nyungne, 2004, Rinchen Publications.
- A Practitioner's Guide to Mantra, Snow Lion Publications.

## Enseignements sur DVD
- Preparing for Death and Dying (1999) Vajra Echoes
- Twenty-One Praises to Tara (1999) Vajra Echoes
- Life of Yeshe Tsogyal (2008) Karma Kagyu Institute